# Johann Kandler
Johann Kandler (* um 1530 in Budweis (České Budějovice); † 15. Juni 1600 in Regensburg) war ein deutscher Rechenmeister.

## Leben und Werk
Kandler stammte aus Budweis. Seine Rechenmeister-Ausbildung erhielt er möglicherweise in Amberg. Am 13. September 1561 wurde er Bürger von Amberg. Am 20. März 1564 ist er erstmals in Regensburg nachgewiesen (Taufe seiner Tochter Ursula, Mutter nicht bekannt). Am 29. März 1565 wurde er Bürger von Regensburg. Am 21. Februar 1587 heiratete er Barbara Grubmüller.
Kandler war der erste Regensburger Rechenmeister, der ein Rechenbuch erstellte, das im Druck erschien. Es beinhaltet u. a. gereimte Merkregeln für die vier Grundrechnungsarten und die für die frühe Neuzeit üblichen kaufmannsmathematischen Themen. Am Schluss findet sich gemäß der damaligen Rechenmeistertradition eine ungelöste schwierige Aufgabe, die der Nürnberger Rechenmeister Sebastian Kurtz (1576–1659) in seiner Resolutio behandelte und darauf aufbauend der Regensburger Rechenmeister Georg Wendler (1619–1688) in einer Handschrift.
Zur unterrichtspraktischen Arbeit mit diesem Lehrbuch sind zwei Dokumente erhalten, wie sie aus dem 16. Jahrhundert nur selten überliefert sind. Es handelt sich um zwei Handschriften des Rechenschülers Bartholomäus Fuchs (* 23. August 1578 in Regensburg; † 26. September 1653 in Regensburg), der später als Kanzlist in der Verwaltung der Reichsstadt Regensburg tätig war.

## Werke
- Arithmetica. Rechnung auf den Linien vnd mit den Ziffern, auff mancherley, fürnemlich aber schwartze Müntz, so im Land zu Bayrn vnd Schwaben, gengig, sampt trewer erklerung der Welschen Practica vnd derselben Exempeln, mit fleiß verfertigt. Durch Johann Kandlern/ Rechenmaister vnd Burger zu Regenspurg. Johann Burger, Regensburg 1578; Andreas Burger, Regensburg 1591; Jacob Winter, Lauingen 1605 (Online).[6]
- Schulzucht, vonn Christlichem Wandel und guten Sitten für die Knaben, Wie sie sich in ihrem Leben, gegen Gott und sonst jedermann Gottselig unnd züchtig verhalten sollen. Regensburg 1572; Regensburg 1615; Euphrosyna Müller, Regensburg 1628 (Online).
- Handschriften des Rechenschülers Bartholomäus Fuchs: Rechnungsexempel. Regula de Tri, Münz-, Wechsel-, Gesellschafts-, Bergwerks- etc. Rechungen. Regula caeci, regula falsi. Gereimte Anleitung zu den 4 Species. Regensburg 1595–1597, München, Bayerische Staatsbibliothek Cgm 4143 (Online) und Cgm 4144.